# Damiano i Fabio D'Innocenzo
Damiano D'Innocenzo (Roma, 14 de juliol de 1988) i Fabio D'Innocenzo (Roma, 14 de juliol de 1988) són dos directors de cinema, guionistes, poetes i fotògrafs italians, també coneguts com els germans D'Innocenzo.

## Biografia
Els bessons Damiano i Fabio D'Innocenzo van néixer a Roma, al barri de Tor Bella Monaca, l'any 1988, però van créixer entre els municipis romans d'Anzio ( al llogaret de Lavinio) i Nettuno, havent de seguir els moviments laborals del seu pare pescador.
Ja de petits els apassiona la pintura, la fotografia i la poesia i sense cap formació específica en cinema van començar a fer els seus primers passos en el món del cinema, guanyant-se la vida amb les feines més dispars, com cambrers i jardiners.
El 2018 van fer el seu primer llargmetratge La terra dell'abbastanza i van tenir l'oportunitat de presentar-lo a la secció "Panorama" del 68è Festival Internacional de Cinema de Berlín, despertant l'interès de la crítica i del públic. La pel·lícula va guanyar nombrosos premis nacionals i internacionals, incloent el millor treball inicial i el millor director novell al Nastri d'argento 2018. Més tard van col·laborar en el guió de la pel·lícula de Matteo Garrone Dogman.
El 2019 van publicar el seu primer poemari Mia Madre è un'arma amb La nave di Teseo. L'any 2020 van publicar el seu primer llibre fotogràfic Farmacia Notturna amb Contrasto.
La seva segona pel·lícula com a directors, Favolacce, va ser seleccionada en competició al 70è Festival Internacional de Cinema de Berlín i van rebre l'Ós de Plata al millor guió. La pel·lícula també va guanyar cinc Nastri d'argento 2020, inclòs millor pel·lícula.
La tercera pel·lícula, America Latina, es proposa a competició al 78a Mostra Internacional de Cinema de Venècia el 2021.
La seva minisèrie de televisió Dostoevskij es va estrenar a la secció "Berlinale Special" del 74è Festival Internacional de Cinema de Berlín. La sèrie es va estrenar posteriorment com a adaptació cinematogràfica el juliol del mateix any, dividida en dues parts: Dostoevskij: Atto I e Dostoevskij: Atto II.

## Filmografia

### Cinema
- La terra dell'abbastanza (2018)
- Dogman, de Matteo Garrone (2018)
- Favolacce  (2020)
- America Latina  (2021)
- La ragazza ha volato, de Wilma Labate (2021)
- Educazione fisica, de Stefano Cipani (2022)
- Bassifondi, de Francesco Pividori (2022)

### Televisió
- Dostoevskij – minisèrie TV (2024)

### Videoclips
- Talking/Once Again, Kanye West (2024)
- Niente panico, Ghali (2024)

### Publicitat
- Epilogue de Gucci (2020)